# Il partigiano Johnny (romanzo)
Il partigiano Johnny è un romanzo autobiografico incompiuto di Beppe Fenoglio pubblicato postumo nel 1968. È considerato uno dei più importanti romanzi sulla Resistenza oltre che del Novecento italiano. 
Fenoglio non riuscì mai a pubblicarlo in vita: lo stesso titolo non è autografo, ma va attribuito ai curatori della prima edizione Einaudi. Gran parte delle vicende, pur romanzate, furono realmente vissute dall'autore in prima persona, ed è quindi lecito riconoscere in Johnny una proiezione dell'autore.

## Trama
(Il partigiano Johnny, edizione Einaudi, pag. 392)

### Il ritorno di Johnny
Il partigiano Johnny  è la continuazione di Primavera di bellezza, il romanzo pubblicato da Garzanti nel 1959 che aveva come protagonista un giovane studente di Alba, soprannominato "Johnny" dagli amici a causa del suo amore per la letteratura inglese (come detto, anche questa una chiara proiezione autobiografica dello stesso Fenoglio ).
In Primavera di bellezza Johnny, giovane sottufficiale dell'Esercito Italiano sbandato dopo l'8 settembre, tornava nelle sue Langhe per morire in una delle prime azioni della guerra partigiana. In realtà questo finale era stato consigliato a Fenoglio dai suoi editori della Garzanti (tra gli altri, Pietro Citati). Il partigiano Johnny riprende la storia di Johnny a partire dal ritorno a casa dopo l'armistizio: invece di aderire subito alla Resistenza, Johnny si rifugia presso la sua famiglia, che lo nasconde in una villetta in collina.

### Johnny diventa partigiano
Dopo aver vissuto, per qualche tempo, la monotona e angosciosa vita dell'imboscato, Johnny prende parte a una sommossa davanti alla caserma dei carabinieri per la liberazione di alcuni prigionieri. In seguito all'episodio, Johnny, spinto anche dai suoi ex professori di liceo Pietro Chiodi e Leonardo Cocito, decide di lasciare Alba e la famiglia, e di unirsi al primo gruppo di partigiani che incontra nelle Langhe.
All'inizio Johnny milita in una formazione comunista (i "rossi"), comandata da Tito e dal commissario Némega, anche se non ne approva l'ideologia e la disorganizzazione, tanto da pensare di essere capitato nel "settore sbagliato della parte giusta" (in inglese, lingua in cui spesso prendono forma i pensieri di Johnny: "I'm in the wrong sector of the right side"). Dopo le prime azioni di guerriglia, i partigiani commettono l'errore di fare prigioniero un ufficiale tedesco catturato per caso durante un incidente stradale: la rappresaglia dei tedeschi è immediata, i partigiani di Tito vengono massacrati o catturati e la formazione partigiana si sbanda.
Johnny, che è riuscito a sfuggire al rastrellamento, ne approfitta per ripassare da Alba e poi unirsi ai partigiani badogliani, moderati e di estrazione borghese e militare. Anche il passaggio dalle formazioni comuniste alle badogliane è un chiaro riferimento alla biografia dell'autore.

### Primavera ed estate
È la primavera del [1944]. Johnny trova tra i badogliani delle Langhe (detti anche "gli azzurri" o "gli autonomi"; nello specifico sono una delle due divisioni delle Langhe della formazione “[1º Gruppo Divisioni Alpine]", il cui comandante in capo è Enrico Martini Mauri, nel romanzo chiamato anche Lampus), del comandante Nord un'organizzazione più consona al suo ideale militare: eppure, anche qui, non mancano errori e ingenuità. 
In particolare, gli azzurri tendono a operare come un esercito regolare che tiene le posizioni, mentre Johnny preferirebbe partecipare a operazioni di guerriglia vera e propria. Johnny ritrova suo cugino, Luciano, e viene assegnato come comandante in seconda al piccolo presidio di Mango, comandato da Pierre (Piero Ghiacci).
Durante un'incursione delle camicie nere ha modo di mettere in pratica le sue idee guidando un'imboscata alla coda del convoglio fascista. In estate, mentre i tedeschi sono occupati con gli angloamericani, i partigiani hanno praticamente il controllo delle Langhe, tanto che possono godersi una vera e propria sagra di paese a Santo Stefano Belbo.

### La presa di Alba
Nell'ottobre del 1944 i fascisti della Legione Muti e delle Brigate Nere abbandonano anche la loro base ad Alba, che viene così occupata dalle formazioni partigiane delle Langhe, sia comunisti che badogliani. Anche Johnny, che aveva esplicitamente manifestato a Nord i suoi dubbi sull'operazione, scende ad Alba (e almeno nella prima stesura passa a salutare la famiglia). 
Ma, in cuor suo, sa che i partigiani non hanno la possibilità di tenere la città durante l'inverno, e che la "presa di Alba" rischia di esporre la cittadinanza alle rappresaglie dei nazifascisti. 
Infatti, dopo una lunga tregua dovuta alla piena del fiume (i famosi "23 giorni della città di Alba"), all'inizio di novembre Alba viene attaccata duramente. Le poche centinaia di partigiani rimasti a difenderla battono rapidamente in ritirata: Johnny è tra loro.

### Il lungo inverno
Gli Alleati sono ancora lontani, e le cose iniziano a mettersi male per i partigiani delle Langhe. 
Gli "Azzurri" attendono con impazienza un lancio aereo di armi e rifornimenti, diretti ai badogliani, da parte degli inglesi. Ma è proprio il fatidico lancio ad attirare l'attenzione dei nazifascisti, che compiono una massiccia operazione di rastrellamento, mentre altri lanci vengono intercettati dai comunisti. Johnny e i suoi compagni devono fuggire ancora una volta: le pagine che raccontano questa fuga concitata attraverso le colline, fino alle Alpi liguri, sono forse le più intense del romanzo.
Riparatosi insieme agli amici Ettore e Pierre in una casa di contadini, Johnny ascolta alla radio il messaggio del generale Alexander che chiede ai partigiani di sbandarsi durante l'inverno per poter resistere in vista del colpo finale nella primavera. In una riunione clandestina, Nord conferma l'ordine. ("Cessiamo di far gli uomini, ora e per lungo tempo faremo le marmotte. È bestiale, rapidamente logorante, ma necessario"). Di lì a poco Pierre, seriamente malato, deciderà di rifugiarsi nella cittadina di Neive presso la famiglia della fidanzata. 
Johnny comincia il suo inverno partigiano in solitaria. Alcuni partigiani vengono però trovati misteriosamente uccisi: probabilmente in zona è attiva una spia. Durante una spedizione nella nebbia per procurarsi un medicinale in farmacia, Johnny evita la cattura da parte dei fascisti, che però al suo posto catturano Ettore (altro riferimento autobiografico, che ricalca la vicenda vissuta dal suo amico fraterno Ettore Costa).
L'indomani Johnny cattura un fascista (in realtà un povero disertore) per scambiarlo con Ettore, ma probabilmente lo scambio, affidato ad un prete, non va a buon fine poiché i nuovi comandanti non lo accettano. Dopo questa e altre imboscate e rastrellamenti, Johnny rimane il solo partigiano sulla collina, ed è ospitato da un'anziana donna vedova. Il racconto del lungo inverno termina quando Johnny scova e uccide la spia, che celava la sua attività dietro la copertura di commerciante di pellami. 

### La fine di Johnny
Il 31 gennaio 1945 Johnny è tra i cento uomini "slavati, scoloriti, goccianti e rabbrividenti" che partecipano al "reimbandamento" dei partigiani azzurri. Tra di loro c'è anche Pierre, guarito, che riprende il comando del presidio di Mango.
La ripresa delle ostilità sembra però molto deludente: pochi e male armati, i partigiani non possono che abbandonare il paese di Mango all'arrivo dei fascisti. A malincuore, Johnny e Pierre devono ritirarsi ancora una volta.
Nella prima stesura la loro fuga si interrompe però con l'arrivo del padre di Nord, un anziano combattente che li rifornisce di munizioni e li sprona ad "agganciare la loro retroguardia". Rincuorati dal discorso, i partigiani inseguono i fascisti e li coinvolgono in un conflitto al fuoco: il padre di Nord viene colpito e muore poco dopo (l'episodio - reale e datato 24 febbraio 1945 - del padre di Nord è assente dalla seconda stesura, e quindi dall'edizione Einaudi a cura di Dante Isella).
L'episodio conclude anche la prima stesura del romanzo: alla fine Pierre afferma che "era stato un pasticcio", e Johnny risponde "Ma andava fatto" (riprendendo le parole di poco prima dell'attacco).
Nella seconda stesura, invece, i partigiani lasciano Mango e Fenoglio lascia intendere che Johnny trovi la sua morte nel conflitto a fuoco, a due mesi dalla liberazione, in un finale aperto e, forse volutamente, vago ed incompiuto: "Johnny si alzò col fucile di Tarzan e il semiautomatico… Due mesi dopo la guerra era finita".

## La vicenda editoriale
La vicenda editoriale del Partigiano Johnny è una delle più complesse e controverse del Novecento italiano. 
Il romanzo venne pubblicato postumo, in una versione che, come dimostrò subito la filologa Maria Corti, mescolava arbitrariamente due stesure diverse, ambedue acefale e lacunose (specie la seconda): 
- La prima stesura era divisa in capitoli, ma non iniziava dal primo, bensì dal "decimosesto", in cui si raccontava l'"imboscamento" di Johnny nella villetta di campagna. Questa stesura era scritta in una curiosa mescolanza di italiano e inglese (i critici la soprannomineranno poi "fenglese"), con numerosi neologismi e anglismi.
- La seconda stesura era divisa in blocchi più vasti e presentava un numero minore di neologismi e termini inglesi. La narrazione, più stringata, cominciava con l'esperienza di Johnny nei partigiani comunisti, sorvolava su diversi episodi contenuti nella prima, e terminava lasciando intendere la morte del personaggio. Si noti che se entrambe le stesure si interrompono allo stesso punto della storia, solo nella seconda stesura si ha l'impressione di non trovarsi di fronte a un'interruzione, ma alla conclusione narrativa. Anche la seconda stesura è comunque lacunosa e ricca di varianti d'autore che la presentano ancora lontana dalla stabilità di una redazione definitiva e pronta per la stampa.

I curatori dell'edizione Einaudi del 1968 si erano basati soprattutto sulla seconda stesura, ricorrendo alla prima per i capitoli iniziali. L'idea (difesa, in sede critica, da Eugenio Corsini) era che Fenoglio verso la fine degli anni cinquanta stesse lavorando a un grande romanzo 'quasi' autobiografico sulla Resistenza, l'ideale continuazione di Primavera di bellezza, in cui avrebbe inserito temi presenti già in altri suoi romanzi e racconti.
Per Maria Corti, invece, Il partigiano Johnny era da considerare come la prima, e non l'ultima, opera di Fenoglio, scritta probabilmente verso la fine degli anni quaranta. Nella primissima versione, probabilmente, l'autore pensava a una sola opera "relativa agli avvenimenti tra 1940 e 1945" (così nel 1957 scrive a Italo Calvino, che aveva pubblicato le sue prime opere per Einaudi): la storia di Johnny prima nell'esercito e poi nei partigiani. In seguito Fenoglio aveva trasformato la prima parte di questa grande opera in Primavera di bellezza e, accogliendo un suggerimento dei redattori di Garzanti, aveva fatto morire Johnny al termine di questo romanzo: cioè, poco dopo l'8 settembre 1943. Ma accettando di 'uccidere' Johnny, Fenoglio aveva in pratica rinunciato all'idea di pubblicare integralmente tutto il resto della storia: e difatti negli anni successivi aveva attinto dalla vicenda il materiale per altri romanzi (Una questione privata) e racconti (I ventitré giorni della città di Alba).
La polemica coinvolse filologi e critici, e sembrò volgere a favore di Maria Corti, che nel 1978 pubblicò un'edizione critica delle opere di Fenoglio in cui le due stesure del romanzo erano riportate integralmente (accanto a un altro testo molto interessante, tutto in inglese, battezzato dalla Corti Ur-Partigiano Johnny). L'edizione critica non ebbe la stessa fortuna commerciale dell'edizione del 1968.
La nuova edizione curata da Dante Isella nel 1992 e poi, rivista, nel 2001 (ancora per Einaudi, con in apertura un importante saggio critico sulla lingua di Fenoglio) modifica sia l'edizione del 1968, sia quella critica curata da Maria Corti, proponendo un testo che unisce la prima e la seconda redazione, ma in modo corretto e conferendo leggibilità al testo, rispetto all'edizione del 1978, ma non rispetto a quella del 1968 a causa della reintroduzione di spezzoni e frasi in inglese. Tuttavia, Isella non ha integrato alcuni episodi presenti solo nella prima stesura, privilegiando il work in progress dell'autore: ad esempio l'importante episodio del padre di Nord e del suo discorso ai partigiani, e la sua successiva morte, viene completamente omesso. Questa versione è quella attualmente edita e tradotta.
Nel 2003 questa versione è stata ristampata per una collana di classici del Novecento allegati al quotidiano La Repubblica: una prova ulteriore dell'interesse mai sopito del pubblico per questo romanzo. Ora sono disponibili una nuova edizione di Tutti i romanzi a cura di Gabriele Pedullà (2012) e una di Tutti i racconti a cura di Luca Bufano (2007).
Nel 2015 è uscita col titolo Il libro di Johnny, a cura di Gabriele Pedullà, una versione innovativa del testo, che accoglie l'idea di ripristinare l'iter narrativo della vita del personaggio, dagli anni del liceo di Alba alla guerra civile coi partigiani. Frammento dopo frammento, viene così ricostruito in un unico grande ciclo il continuum del romanzo.
Da segnalare che nella trasposizione cinematografica del romanzo il regista Guido Chiesa si rifà esplicitamente alla prima stesura, che non termina con la possibile morte del protagonista, ma con il dialogo di Pierre e Johnny, anche se il regista ha aggiunto la scena finale di Johnny che continua a sparare, mentre Pierre gli dice di ritirarsi: la pellicola termina con uno sparo e la scritta "Due mesi dopo la guerra era finita", lasciando incerto il destino di Johnny.

## Edizioni
- Il partigiano Johnny, a cura di Lorenzo Mondo, Collana Supercoralli, Einaudi, Torino, I ed. giugno 1968 - 1997, pp. VI-372.
- Il partigiano Johnny. L'Odissea della guerriglia, Collana Gli struzzi n.9, Einaudi, Torino, 1970 - 1997.
- Opere. volume I.I: Ur partigiano Johnny. A cura di John Meddemmen. Traduzione di Bruce Merry, Collana NUE.Nuova Serie n.53/1, Einaudi, Torino, 1978.
- Opere. volume I.II: Il partigiano Johnny. A cura di Maria Antonietta Grignani, Collana NUE.Nuova Serie n.53/2, Einaudi, Torino, 1978.
- Il partigiano Johnny. Con un saggio di Dante Isella, Collana ETascabili, Einaudi, Torino, 1994-2004; Collana Super ET, Einaudi, 2005-2014.
- Beppe Fenoglio, Il partigiano Johnny, commento a cura di Claudio Milanini, Einaudi Scuola, 2001,  p. 506.
- Il libro di Johnny, a cura di Gabriele Pedullà, Collana Letture, Einaudi, Torino, 2015, ISBN 978-88-06-22543-8, pp. 500.

## Adattamenti
- Il partigiano Johnny (2000) diretto da Guido Chiesa